# Jan Žák (politik)
Jan Žák (10. února 1829 Císařeves u Kolína – 6. května 1896 Praha) byl český právník a politik, v 2. polovině 19. století poslanec Českého zemského sněmu a Říšské rady, koncem století starosta Pardubic.

## Biografie
Vystudoval gymnázium a filozofii a práva na Karlo-Ferdinandově univerzitě v Praze. Během studií si vydělával jako písař v právní kanceláří doktora Ignáce Hauschilda. Studoval v latinském a německém jazyce, psané češtině se učil sám, ze starých knih. V mládí se v Kolíně znal s pozdějším architektem Josefem Hlávkou. Znal se osobně taky s F. L. Riegrem. Profesí byl advokátem, specializoval se na vodní právo. V roce 1856 získal titul doktora práv. Koncem 50. let se usadil v Pardubicích.
Byl předsedou Občanské záložny v Pardubicích. Působil v obecní i okresní samosprávě. V letech 1889–1893 byl starostou Pardubic. Byl rovněž místopředsedou správní rady Akciové továrny na cukr v Pardubicích.
Po obnovení ústavního života v Rakouském císařství počátkem 60. let 19. století se zapojil i do zemské politiky. Ve volbách v roce 1861 byl zvolen poslancem na Český zemský sněm za městskou kurii (obvod Pardubice – Chlumec – Holice). Byl oficiálním kandidátem českého volebního výboru (Národní strana, staročeská). Mandát obhájil za týž obvod i v zemských volbách v lednu 1867, stejně jako i v krátce poté konaných zemských volbách v březnu 1867.
V srpnu 1868 patřil mezi 81 signatářů státoprávní deklarace českých poslanců, v níž česká politická reprezentace odmítla centralistické směřování státu a hájila české státní právo. Čeští poslanci tehdy na protest proti ústavnímu směřování státu praktikovali politiku pasivní rezistence, kdy bojkotovali práci zemského sněmu, byli za neomluvenou absenci zbavováni mandátů a pak opětovně manifestačně voleni. Žák takto byl zbaven mandátu pro absenci v září 1868 a zvolen znovu v doplňovacích volbách v září 1869. Uspěl i v řádných volbách v roce 1870 a volbách roku 1872. Následovala opět série zbavení mandátu a opětovněho zvolení. Takto uspěl v doplňovacích volbách v říjnu 1873, doplňovacích volbách v červenci 1874, na jaře 1875 a v únoru 1876 Za svůj obvod byl zvolen i v řádných volbách roku 1878, stále jako člen staročeské strany. Opětovně mandát obhájil rovněž ve volbách roku 1883 a volbách roku 1889.
Po delší dobu také zasedal i v Říšské radě (celostátní zákonodárný sbor), kam ho vyslal zemský sněm roku 1861 (tehdy ještě Říšská rada nevolena přímo, ale tvořena delegáty jednotlivých zemských sněmů). Rezignoval ovšem během II. zasedání sněmovny, nesložil slib, po znovuzvolení následoval opětovná rezignace 22. listopadu 1864, aniž by složil slib. Opětovně byl do Říšské rady delegován po roce 1871. Nedostavil se ale do sněmovny, proto jeho mandát 11. června 1872 prohlášen za zaniklý. Uspěl i v prvních přímých volbách do Říšské rady roku 1873, kdy získal mandát poslance za kurii městskou, obvod Pardubice, Holice atd. Z politických důvodů se ovšem nedostavil do sněmovny, čímž byl jeho mandát i přes opakované zvolení prohlášen za zaniklý. Aktivně se do práce vídeňského parlamentu zapojil až po volbách do Říšské rady roku 1879, kdy byl zvolen za týž obvod.
Po volbách v roce 1879 se na Říšské radě připojil k Českému klubu (jednotné parlamentní zastoupení, do kterého se sdružili staročeši, mladočeši, česká konzervativní šlechta a moravští národní poslanci).
Zemřel v květnu 1896 po dlouhé nemoci.